# Llista d'asteroides/106101–106200
| Nom      | Designació provisional | Data de descobriment | Lloc de descobriment | Descobridor/s  |
| -------- | ---------------------- | -------------------- | -------------------- | -------------- |
| 106101 - | 2000 TT12              | 1 d'octubre, 2000    | Socorro              | LINEAR         |
| 106102 - | 2000 TE13              | 1 d'octubre, 2000    | Socorro              | LINEAR         |
| 106103 - | 2000 TM13              | 1 d'octubre, 2000    | Socorro              | LINEAR         |
| 106104 - | 2000 TZ15              | 1 d'octubre, 2000    | Socorro              | LINEAR         |
| 106105 - | 2000 TW16              | 1 d'octubre, 2000    | Socorro              | LINEAR         |
| 106106 - | 2000 TG18              | 1 d'octubre, 2000    | Socorro              | LINEAR         |
| 106107 - | 2000 TC19              | 1 d'octubre, 2000    | Socorro              | LINEAR         |
| 106108 - | 2000 TF19              | 1 d'octubre, 2000    | Socorro              | LINEAR         |
| 106109 - | 2000 TV21              | 1 d'octubre, 2000    | Socorro              | LINEAR         |
| 106110 - | 2000 TW21              | 1 d'octubre, 2000    | Socorro              | LINEAR         |
| 106111 - | 2000 TS22              | 4 d'octubre, 2000    | Socorro              | LINEAR         |
| 106112 - | 2000 TT23              | 1 d'octubre, 2000    | Socorro              | LINEAR         |
| 106113 - | 2000 TF25              | 2 d'octubre, 2000    | Socorro              | LINEAR         |
| 106114 - | 2000 TC27              | 2 d'octubre, 2000    | Socorro              | LINEAR         |
| 106115 - | 2000 TU27              | 3 d'octubre, 2000    | Socorro              | LINEAR         |
| 106116 - | 2000 TP28              | 4 d'octubre, 2000    | Socorro              | LINEAR         |
| 106117 - | 2000 TH29              | 3 d'octubre, 2000    | Socorro              | LINEAR         |
| 106118 - | 2000 TT32              | 1 d'octubre, 2000    | Socorro              | LINEAR         |
| 106119 - | 2000 TZ32              | 4 d'octubre, 2000    | Socorro              | LINEAR         |
| 106120 - | 2000 TM33              | 4 d'octubre, 2000    | Socorro              | LINEAR         |
| 106121 - | 2000 TP33              | 4 d'octubre, 2000    | Socorro              | LINEAR         |
| 106122 - | 2000 TE34              | 7 d'octubre, 2000    | Desert Beaver        | W. K. Y. Yeung |
| 106123 - | 2000 TK35              | 6 d'octubre, 2000    | Anderson Mesa        | LONEOS         |
| 106124 - | 2000 TL35              | 6 d'octubre, 2000    | Anderson Mesa        | LONEOS         |
| 106125 - | 2000 TS35              | 6 d'octubre, 2000    | Anderson Mesa        | LONEOS         |
| 106126 - | 2000 TH36              | 6 d'octubre, 2000    | Anderson Mesa        | LONEOS         |
| 106127 - | 2000 TM36              | 6 d'octubre, 2000    | Anderson Mesa        | LONEOS         |
| 106128 - | 2000 TR37              | 1 d'octubre, 2000    | Socorro              | LINEAR         |
| 106129 - | 2000 TM38              | 1 d'octubre, 2000    | Socorro              | LINEAR         |
| 106130 - | 2000 TC39              | 1 d'octubre, 2000    | Socorro              | LINEAR         |
| 106131 - | 2000 TO39              | 1 d'octubre, 2000    | Socorro              | LINEAR         |
| 106132 - | 2000 TT40              | 1 d'octubre, 2000    | Socorro              | LINEAR         |
| 106133 - | 2000 TA41              | 1 d'octubre, 2000    | Socorro              | LINEAR         |
| 106134 - | 2000 TZ41              | 1 d'octubre, 2000    | Socorro              | LINEAR         |
| 106135 - | 2000 TE42              | 1 d'octubre, 2000    | Socorro              | LINEAR         |
| 106136 - | 2000 TH42              | 1 d'octubre, 2000    | Socorro              | LINEAR         |
| 106137 - | 2000 TC43              | 1 d'octubre, 2000    | Socorro              | LINEAR         |
| 106138 - | 2000 TO43              | 1 d'octubre, 2000    | Socorro              | LINEAR         |
| 106139 - | 2000 TQ43              | 1 d'octubre, 2000    | Socorro              | LINEAR         |
| 106140 - | 2000 TP44              | 1 d'octubre, 2000    | Socorro              | LINEAR         |
| 106141 - | 2000 TQ44              | 1 d'octubre, 2000    | Socorro              | LINEAR         |
| 106142 - | 2000 TT44              | 1 d'octubre, 2000    | Socorro              | LINEAR         |
| 106143 - | 2000 TU44              | 1 d'octubre, 2000    | Socorro              | LINEAR         |
| 106144 - | 2000 TL46              | 1 d'octubre, 2000    | Anderson Mesa        | LONEOS         |
| 106145 - | 2000 TQ49              | 1 d'octubre, 2000    | Socorro              | LINEAR         |
| 106146 - | 2000 TU50              | 1 d'octubre, 2000    | Socorro              | LINEAR         |
| 106147 - | 2000 TB51              | 1 d'octubre, 2000    | Socorro              | LINEAR         |
| 106148 - | 2000 TH51              | 1 d'octubre, 2000    | Socorro              | LINEAR         |
| 106149 - | 2000 TN51              | 1 d'octubre, 2000    | Socorro              | LINEAR         |
| 106150 - | 2000 TF54              | 1 d'octubre, 2000    | Socorro              | LINEAR         |
| 106151 - | 2000 TR56              | 2 d'octubre, 2000    | Socorro              | LINEAR         |
| 106152 - | 2000 TZ56              | 2 d'octubre, 2000    | Anderson Mesa        | LONEOS         |
| 106153 - | 2000 TM57              | 2 d'octubre, 2000    | Anderson Mesa        | LONEOS         |
| 106154 - | 2000 TV58              | 2 d'octubre, 2000    | Anderson Mesa        | LONEOS         |
| 106155 - | 2000 TB59              | 2 d'octubre, 2000    | Anderson Mesa        | LONEOS         |
| 106156 - | 2000 TU59              | 2 d'octubre, 2000    | Anderson Mesa        | LONEOS         |
| 106157 - | 2000 TJ60              | 2 d'octubre, 2000    | Anderson Mesa        | LONEOS         |
| 106158 - | 2000 TT60              | 2 d'octubre, 2000    | Anderson Mesa        | LONEOS         |
| 106159 - | 2000 TU60              | 2 d'octubre, 2000    | Anderson Mesa        | LONEOS         |
| 106160 - | 2000 TG61              | 2 d'octubre, 2000    | Anderson Mesa        | LONEOS         |
| 106161 - | 2000 TQ62              | 2 d'octubre, 2000    | Socorro              | LINEAR         |
| 106162 - | 2000 TR62              | 2 d'octubre, 2000    | Socorro              | LINEAR         |
| 106163 - | 2000 TT64              | 1 d'octubre, 2000    | Anderson Mesa        | LONEOS         |
| 106164 - | 2000 TA65              | 1 d'octubre, 2000    | Socorro              | LINEAR         |
| 106165 - | 2000 TC65              | 1 d'octubre, 2000    | Socorro              | LINEAR         |
| 106166 - | 2000 TN66              | 1 d'octubre, 2000    | Socorro              | LINEAR         |
| 106167 - | 2000 TS66              | 1 d'octubre, 2000    | Kitt Peak            | Spacewatch     |
| 106168 - | 2000 TE67              | 2 d'octubre, 2000    | Socorro              | LINEAR         |
| 106169 - | 2000 TP67              | 2 d'octubre, 2000    | Socorro              | LINEAR         |
| 106170 - | 2000 TF68              | 6 d'octubre, 2000    | Anderson Mesa        | LONEOS         |
| 106171 - | 2000 TT70              | 5 d'octubre, 2000    | Socorro              | LINEAR         |
| 106172 - | 2000 UF                | 19 d'octubre, 2000   | Ondřejov             | L. Šarounová   |
| 106173 - | 2000 UX2               | 22 d'octubre, 2000   | Bergisch Gladbach    | W. Bickel      |
| 106174 - | 2000 UX3               | 24 d'octubre, 2000   | Socorro              | LINEAR         |
| 106175 - | 2000 UL5               | 24 d'octubre, 2000   | Socorro              | LINEAR         |
| 106176 - | 2000 UQ5               | 24 d'octubre, 2000   | Socorro              | LINEAR         |
| 106177 - | 2000 UZ5               | 24 d'octubre, 2000   | Socorro              | LINEAR         |
| 106178 - | 2000 UA6               | 25 d'octubre, 2000   | Socorro              | LINEAR         |
| 106179 - | 2000 UD6               | 24 d'octubre, 2000   | Socorro              | LINEAR         |
| 106180 - | 2000 UL6               | 24 d'octubre, 2000   | Socorro              | LINEAR         |
| 106181 - | 2000 UY6               | 24 d'octubre, 2000   | Socorro              | LINEAR         |
| 106182 - | 2000 UF7               | 24 d'octubre, 2000   | Socorro              | LINEAR         |
| 106183 - | 2000 US8               | 24 d'octubre, 2000   | Socorro              | LINEAR         |
| 106184 - | 2000 UG9               | 24 d'octubre, 2000   | Socorro              | LINEAR         |
| 106185 - | 2000 UP9               | 24 d'octubre, 2000   | Socorro              | LINEAR         |
| 106186 - | 2000 US9               | 24 d'octubre, 2000   | Socorro              | LINEAR         |
| 106187 - | 2000 UY9               | 24 d'octubre, 2000   | Socorro              | LINEAR         |
| 106188 - | 2000 UZ10              | 25 d'octubre, 2000   | Socorro              | LINEAR         |
| 106189 - | 2000 UM11              | 26 d'octubre, 2000   | Fountain Hills       | C. W. Juels    |
| 106190 - | 2000 UH12              | 24 d'octubre, 2000   | Socorro              | LINEAR         |
| 106191 - | 2000 UL12              | 24 d'octubre, 2000   | Socorro              | LINEAR         |
| 106192 - | 2000 UP12              | 25 d'octubre, 2000   | Socorro              | LINEAR         |
| 106193 - | 2000 UU14              | 25 d'octubre, 2000   | Socorro              | LINEAR         |
| 106194 - | 2000 UF15              | 25 d'octubre, 2000   | Socorro              | LINEAR         |
| 106195 - | 2000 UM15              | 29 d'octubre, 2000   | Ondřejov             | P. Kušnirák    |
| 106196 - | 2000 UF16              | 29 d'octubre, 2000   | Socorro              | LINEAR         |
| 106197 - | 2000 UO17              | 24 d'octubre, 2000   | Socorro              | LINEAR         |
| 106198 - | 2000 UQ18              | 25 d'octubre, 2000   | Socorro              | LINEAR         |
| 106199 - | 2000 UR18              | 25 d'octubre, 2000   | Socorro              | LINEAR         |
| 106200 - | 2000 UA19              | 27 d'octubre, 2000   | Socorro              | LINEAR         |